# William L. Shirer

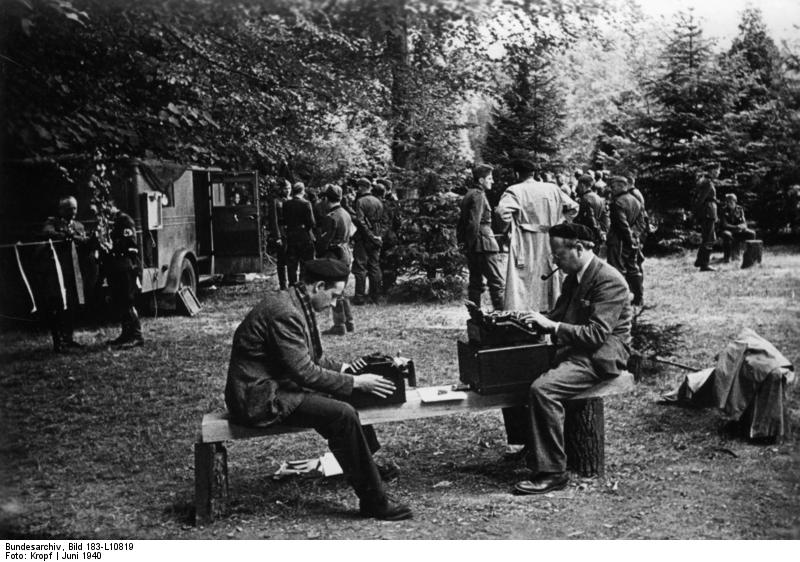
William L. Shirer (rechts) bezig met zijn journalistieke bijdrage over de Wapenstilstand van Compiègne, die op dat moment plaatsvindt (juni 1940)

William Lawrence Shirer (Chicago, 23 februari 1904 - Boston, 28 december 1993) was een  Amerikaanse journalist, geschiedkundige en schrijver.

## Loopbaan
Voor de krant The Chicago Tribune reisde Shirer van 1925 tot 1932 door Europa, het Nabije Oosten en Brits-Indië. In laatstgenoemd land raakte hij hecht bevriend met Mahatma Gandhi. 
Van 1934 tot 1940 was hij gestationeerd in Berlijn en maakte hij van dichtbij de opkomst van nazi-Duitsland mee, waardoor hij zich tot een van de belangrijkste correspondenten hiervan kon ontwikkelen. Hij woonde onder meer diverse toespraken van Hitler bij, trok mee met het Duitse leger toen dit in juni 1940 Parijs naderde en deed verslag van de wapenstilstand die op 22 juni van dat jaar tussen Frankrijk en Duitsland werd gesloten. Tot 1940 had Shirer slechts in beperkte mate met censuur te maken gekregen, maar allengs werd deze groter, wat zijn journalistieke arbeid steeds moeilijker maakte. Nadat hij was getipt dat de Gestapo bezig was een dossier over hem samen te stellen verliet hij in december 1940 Duitsland.
Na de Tweede Wereldoorlog kwam hij terug om de Neurenberger Processen, waar de nazikopstukken werden berecht, te verslaan.
In 1960 kwam The Rise and Fall of the Third Reich uit (in het Nederlands vertaald als Opkomst en Ondergang van het Derde Rijk, uitgebracht in 1961), zijn standaardwerk over nazi-Duitsland. Daarnaast schreef hij nog tal van andere historisch getinte werken alsook enige romans.

## Werken

### Non-fictie
- Berlin Diary (1941)
- End of a Berlin Diary (1947)
- Mid-century Journey (1952)
- The Challenge of Scandinavia (1955)
- The Rise and Fall of the Third Reich (1960)
  - vertaald als: Opkomst en ondergang van het Derde Rijk: de geschiedenis van het nationaal-socialistische Duitsland, druk 1979, 1298 blz., twee delen, uitgeverij H.J.W. Becht - Amsterdam, ISBN 9023000196
- The Rise and Fall of Adolf Hitler (1961)
- The Sinking of the Bismarck (1962)
- The Collapse of the Third Republic (1969)
- 20th Century Journey (1976)
- Gandhi: A Memoir (1980)
- The Nightmare Years (1984)
- A Native's Return (1990)
- Love and Hatred: The Troubled Marriage of Leo and Sonya Tolstoy (1994)
- This is Berlin (1999)

### Fictie
- The Traitor (1950)
- Stranger Come Home (1954)
- The Consul's Wife (1956)

- Bibsys: 90323349
- Biblioteca Nacional de España: XX1121216
- Bibliothèque nationale de France: cb11924657v (data)
- Catàleg d'autoritats de noms i títols de Catalunya: 981058514773806706
- CiNii: DA01316316
- Gemeinsame Normdatei: 119031086
- International Standard Name Identifier: 0000 0001 0932 240X
- Library of Congress Control Number: n79054707
- Nationale Bibliotheek van Letland: 000002887
- MusicBrainz: 89390cf2-50fa-4e78-a844-d36275b7e98c
- Bibliotheek van het Japanse parlement: 00456435
- Nationale Bibliotheek van Tsjechië: jn20020502008
- Nationale bibliotheek van Australië: 36245539
- Nationale Bibliotheek van Israël: 987007267911505171
- Nationale Bibliotheek van Polen: a0000002006536
- Nationale en Universitaire bibliotheek Zagreb: 000102733
- Nederlandse Thesaurus van Auteursnamen: 070584907
- Réseau des bibliothèques de Suisse occidentale: 02-A003828175
- Istituto Centrale per il Catalogo Unico: CFIV003793
- LIBRIS: 235403
- SNAC: w6df6szc
- Système universitaire de documentation: 027436780
- Trove: 1235952
- Virtual International Authority File: 108910177
- WorldCat: E39PBJktw4Djtt7kbG7G4WMF8C